# Von oom
von oom, in neuerer Schreibweise auch von-oom, ist eine 1982 gegründete Amateurband aus Neuhaus am Rennweg in Thüringen. Einige Eigenproduktionen der Band wurden in den 1980er Jahren im Rundfunk veröffentlicht.

## Geschichte

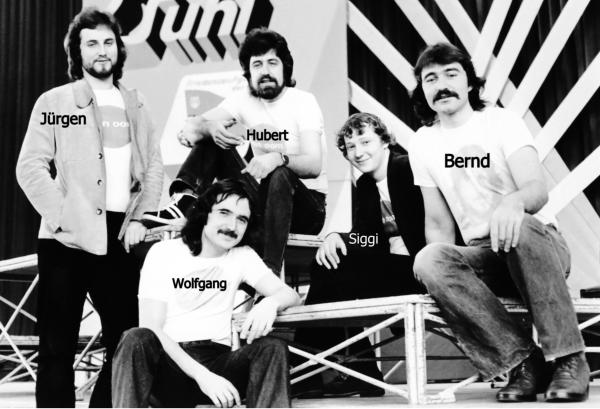
Von Oom in der Originalbesetzung 1982 in der Stadthalle Suhl

Die Band wurde Anfang 1982 von Mitarbeitern des VEB Mikroelektronik „Anna Seghers“ in Neuhaus am Rennweg gegründet. Der Name „von oom“ (von oben) bezieht sich auf den Status von Neuhaus am Rennweg als höchstgelegene Kreisstadt der DDR. Ihren ersten Auftritt hatte die Band am 1. Mai 1982 im damaligen Speisesaal des Röhrenwerkes im Werk 1. Von oom wurde durch die gerade in Mode gekommene Neue Deutsche Welle beeinflusst und spielte als erste Band dieser Region Songs wie Da da da, Hurra, hurra, die Schule brennt, das Schwein, was vom Publikum begeistert aufgenommen wurde.

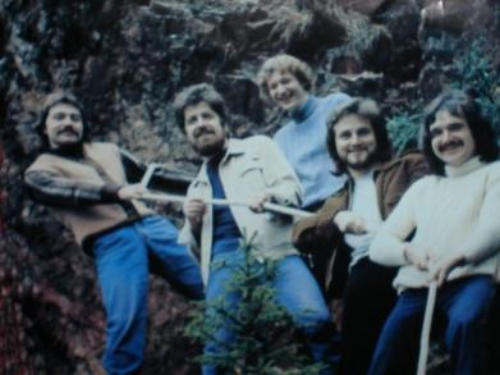
Autogrammkarte

In der Urbesetzung spielte von oom auf verschiedenen FDJ-Werkstattwochen auf Bezirks- und Republikebene, bei größeren Veranstaltungen wie beim „Pop-Markt“, bei Pressefesten, Fernsehsendungen (z. B. rund) und bei zahlreichen Jugendveranstaltungen im Bezirk Suhl. Beim Sender Weimar wurden mehrere eigene Lieder produziert, die auch in den damaligen Hitparaden gesendet wurden (z. B. Wir sind von oom, Der Elefant, Ich wähle Deine Nummer und Frech mich net, wie old ich bin). Von oom tourte in Polen und zusammen mit der Leipziger Gruppe „Studioteam“ in Bulgarien am Sonnenstrand.
1986 kam es zur ersten Umbesetzung, als Hubert Koch die Organisation der Band übernahm. Mit dem neuen Schlagzeuger Thomas Zitzmann kam erstmals kein Röhrenwerker, sondern ein Porzellanmaler zur Band. Im gleichen Jahr begann mit dem Projekt „aktion von oom“ ein neues Kapitel in der Zusammenarbeit von Musikern und Discothekern. Falk Langbein als DJ arbeitete mit von oom ein Konzept zur Durchführung von Veranstaltungen aus und tourte mit der Band durch die gesamte DDR. Ebenfalls Ende 1986 holten von oom Birgit Porzel als Sängerin von Bromm Oss. Bei „aktion von oom“ trat sie außerdem als Solotänzerin (Jazz-Tanz) auf. Im März 1988 musste Schlagzeuger Thomas Zitzmann aus gesundheitlichen Gründen aufgeben, für ihn kam Frank Müller (der Bucker) in die Band. Fast gleichzeitig kam es zu einem weiteren Wechsel. Im Mai 1988 wurde Siegfried Stempel zur NVA gezogen. Aus Königsee kam Holger Lattermann zu von oom, der für ein knappes Jahr die Bassgitarre spielte und später von Frank Mewes (Memphis) abgelöst wurde. Birgit Porzel und Bernd Körner verließen Ende 1988 die Band, um ihre eigene Gruppe („Lady B. und JoJo“) zu gründen. Für Körner sang und spielte dann Frank (Cowboy) Wittenbecher. Nach dessen missglückter Flucht aus der DDR kam im Sommer 1989 Burkhard (Rudi) Heß zur Band. Insgesamt waren 17 Musiker am Projekt von oom und dessen musikalischem Umfeld beteiligt.

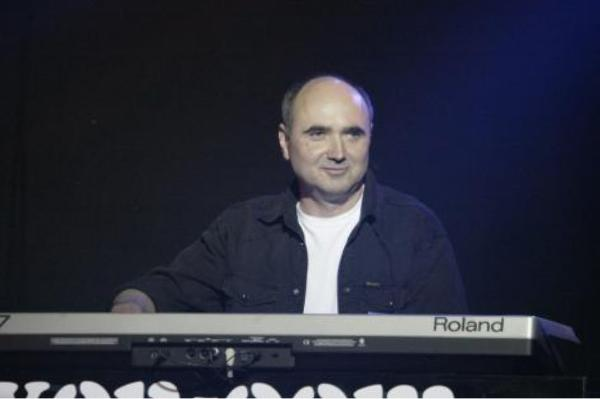
Wolfgang Kob 2007

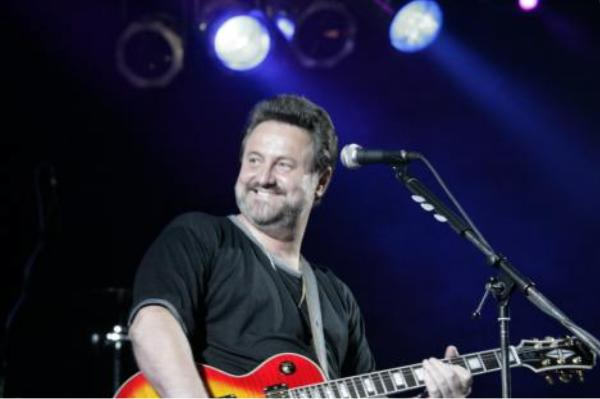
Jürgen Müller 2007

In der letzten großen Besetzung – Jürgen Müller (Gesang, Gitarre), Burkhard Heß (Gesang, Gitarre), Frank Mewes (Gesang, Bass), Frank Müller (Schlagzeug), Wolfgang Kob (Keyboard) – spielte von oom dann über die Wendezeit. Der letzte größere Auftritt in dieser Besetzung war 1990 in Würzburg zum Umsonst und Draußen-Festival. Heute besteht von oom noch aus Jürgen Müller und Wolfgang Kob. Die Band spielt auf Veranstaltungen Lieder von C.C.R. bis Westernhagen, von Maffay bis Springsteen, von Schlager bis Rock. Für Schlagzeug und Bass werden 19-Zoll-Geräte eingesetzt.
Am 30. April 2007 spielte von oom anlässlich des 25-jährigen Jubiläums mit einem Großteil der ehemaligen Mitglieder im Kulturhaus Neuhaus am Rennweg. Am 30. April 2012 fand dort ein Konzert zum 30-jährigen Bandjubiläum mit DJ Falk Langbein und ehemaligen Bandmitgliedern statt, diesmal auch mit Frank Wittenbecher.

## Produktionen

### Diskografie
- So rockt’s in den Bergen, Berlin 1985, Sampler „Auf dem Wege... 4“, Amiga[1], 3:10, Komposition Wolfgang Kob/Jürgen Müller, Text Bernd Körner, Arrangement von oom

Covertext der LP (Auszug): VON OOM – kommt tatsächlich „von oben“; aus der am höchsten gelegenen Kreisstadt der DDR, Neuhaus am Rennweg. Ähnlich wie auch ihre Kollegen von „Bromm Oss“ und den „Attikas“ bedienen sich die Musiker in ihren Titeln mitunter des heimatlichen Dialekts. Gegründet wurde die Band im Januar 1983 und gehört seit dieser Zeit zu den beliebtesten Tanzbands im Thüringischen. Das „Hervorragende Volkskunstkollektiv“ gastierte bereits zweimal in der VR Polen und erhielt auch bei der VII. FDJ-Werkstattwoche Jugendtanzmusik in Suhl als Auszeichnung eine der begehrten Kulturreisen für das Jahr 1985.

### Rundfunkproduktionen
- Wir sind von oom (So rockt’s in den Bergen)
- Der Elefant
- Ich wähle deine Nummer
- Frech mich net, wie old ich bin